# José Antonio Arce Hinojos
José Antonio Arce Hinojos (San Felipe de Chihuahua, Nueva Vizcaya, 1784 - fallecido en fecha y lugar desconocido). Fue un militar y político de origen novohispano; entre varios cargos fue gobernador del estado de Chihuahua en cinco periodos diferentes.

## Carrera militar

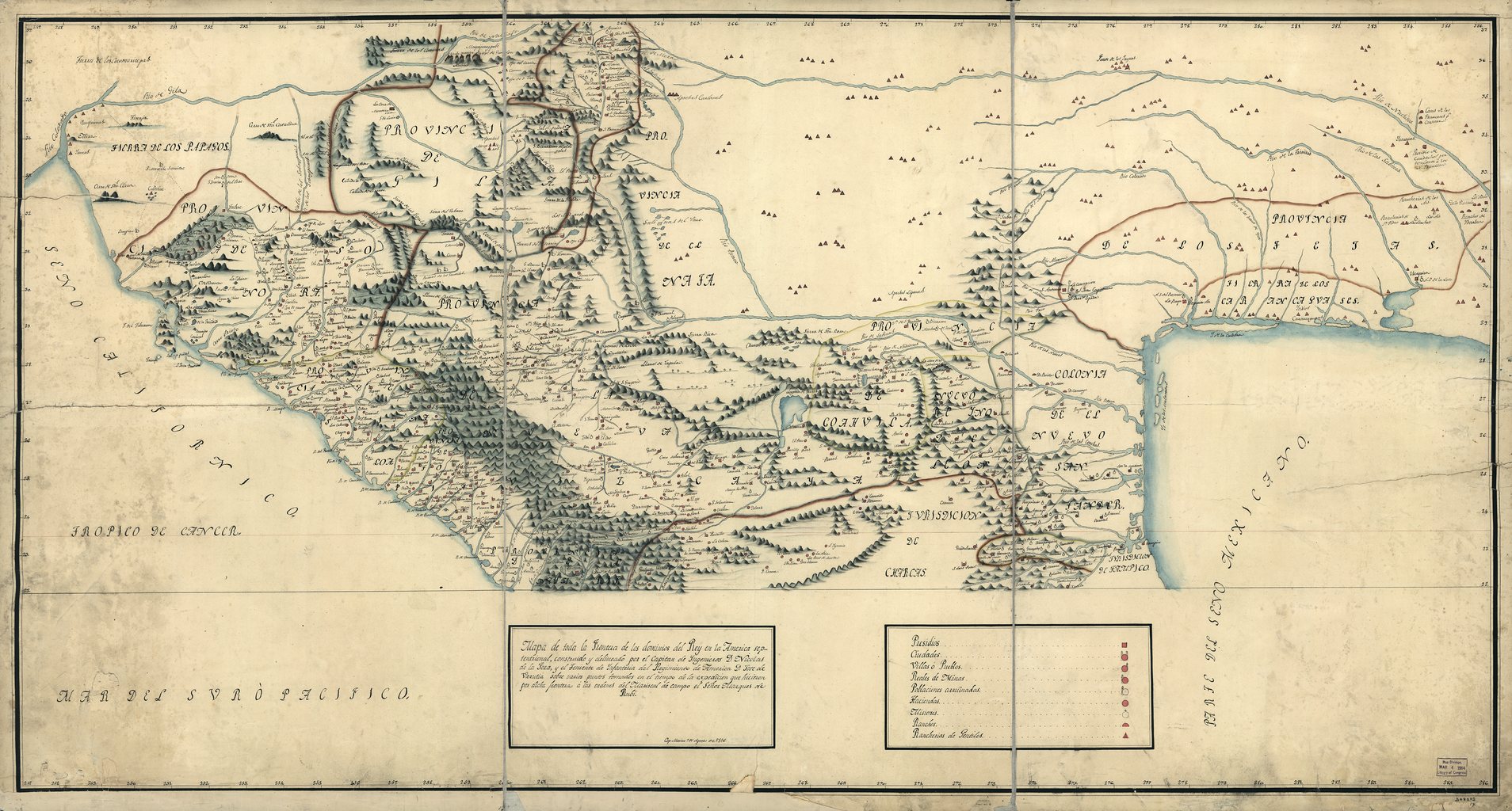
Antiguo mapa de los territorios del norte de la Nueva España, donde se establecieron los presidios.

José Antonio Arce Hinojos fue originario de la entonces Villa de San Felipe de Chihuahua —hoy la ciudad de Chihuahua—, en donde nació en el año de 1784, siendo el nombre de sus padres José Antonio Arce y Manuela Hinojos. 
Inició su carrera militar en las denominadas compañías presidiales que servían en los presidios que para el combate a los grupos indígenas rebeldes mantenía el ejército colonial español en el norte de México. Causó alta el 4 de mayo de 1798 como cadete en la compañía del presidio de San Francisco de Conchos, ascendiendo al grado de alférez el 1 de febrero de 1804 en que fue transferido a la compañía del presidio de San Elizario.
Militó en las fuerzas acantonadas en Nuevo México y el 11 de enero de 1809 recibió el ascenso a teniente y pasó a la compañía del presidio de San Pablo. Durante su carrera participó en numerosas expediciones en contra de las tribus apaches y sirvió durante tres años en la secretaría de la Comandancia General de las Provincias Internas.
En 1812 recibió el mando del presidio de San Buenaventura y tres años después fue enviado con el mismo cargo al de San Elizario; en 1816 ascendió a capitán y retornó a la compañía de San Francisco de Conchos, y posteriormente desempeñó por segunda ocasión las jefaturas de las compañías presidiales de San Buenaventura y San Pablo.
Estando al mando del presidio de Pablo, en 1821, juró la independencia de México proclamada por Agustín de Iturbide en el Plan de Iguala. El 12 de diciembre del mismo año recibió el grado de teniente coronel y por segunda ocasión el mando del presidio de San Francisco de Conchos.

## Actividad política
Tuvo su primer contacto con la política en 1823 cuando comisionado en la villa de Chihuahua, medió entre el ayuntamiento de la misma, que se adhirió al plan de Casa Mata y las fuerzas militares que permanecían fieles a Iturbide; como consecuencia asumió durante aquellos meses la comandancia militar de la provincia. En 1824 entregó el mando al nuevo comandante nombrado por el gobierno federal y el retornó al mando del presidio de San Francisco de Conchos y luego a la de San Elizario. Permaneció al frente del presidio de San Elizario hasta el 1 de septiembre de 1824 en que fueron suprimidas las compañías presidiales.

### Gobernador de Chihuahua
El 8 de septiembre del mismo año fue nombrado vicegobernador del estado, por lo que se domicilió en la capital del estado; el titular del poder ejecutivo era José Ignacio de Urquidi, quien el 26 de septiembre de 1825 pidió licencia al cargo para atender sus negocios particulares, en consecuencia lo correspondío reemplazarlo ocupando por primera vez la gubernatura del estado hasta el 26 de noviembre del mismo año. Durante este corto periodo, la primera imprenta en el estado, que fue intoducida por su antecesor, produjo sus primeros trabajos.
Una vez promulgada la primera constitución del estado, el Congreso de Chihuahua procedió a la elección de gobernador y vicegobernador constitucionales, siendo electo vicegobernador para el cuatrinenio de 1826 a 1830. El gobernador constitucional electo, Simón Elías González, se desempeñaba entonces como Gobernador del estado de Occidente; por tanto y mientras se presentaba en Chihuahua, José Antonio Arce asumió la gobernatura el 27 de febrero de 1826 y se la entregó al citado gobernador Elías González el 25 de septiembre del mismo año, reasumiendo sus funciones de vicegobernador.

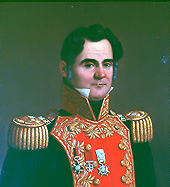
Anastasio Bustamante, presidente de México en 1830 tras derrocar a Vicente Guerrero. José Antonio Arce respaldó en su Chihuahua su golpe de Estado.

Simón Elías González pretendía además de ser gobernador, desempeñar la comandancia militar de Chihuahua y Nuevo México, y como la legislatura no se lo permitió, pefirió el mando de las armas y renunció a la gubernatura dos meses después de haberla recibido, el 27 de noviembre de 1826; fecha en la que Arce asumió por tercera ocasión la gubernatura, misma en la que cesó el 29 de marzo de 1827 en que tomó posesión el nuevo gobernador constitucional, José Antonio Ruiz de Bustamante.
Ruiz de Bustamante renunció a la gubernatura y lo suplió por segunda ocasión Simón Elías González, y al renunciar este nuevamente al cargo, el 29 de enero de 1828, Arce ocupó el cargo de gobernador por cuarta ocasión. Electo un nuevo gobernador constitucional, Juan Manuel Rodríguez Campuzano, este murió el 15 de febrero del mismo año, antes de tomar posesión del cargo. Ante ello, José Antonio Arce solicitó a la legislatura del estado ser electo gobernador constitucional, en vista de su experiencia previa en el cargo. El congreso del estado finalmente satisfizo su propuesto y asumió constitucionalmente el cargo el 1 de marzo de 1828.
Durante este periodo al frente de gobierno, correspondió a Arce enfrentar las consecuencias de la inestabilidad política del país que llegó a la elección como presidente de Vicente Guerrero y luego su derrocamiento por el vicepresidente Anastasio Bustamante enarbolando el Plan de Jalapa. José Antonio Arce, junto con los mandos militares, se declararon partidarios de Bustamante, mientras que el Congreso del Estado defendió la legalidad de la presidencia de Guerrero, lo que los enfrentó fuertemente y llevó a que finalmente el 3 de febrero de 1830 el gobernador Arce con el apoyo de las fuerzas militares locales ejecutara un golpe de Estado contra la Legislatura; arrestando y expulsando del estado a ocho diputados a los que consideraba partidarios de Guerrero, el vicegobernador del estado, Rudecindo González Rey y dos magistrados del Supremo Tribunal de Justicia.
Este hecho, que inauguró en Chihuahua el militarismo que dominaría la vida política de México durante gran parte del siglo XIX, distinguió enormemente a Arce de su primer antecesor, José Ignacio de Urquidi, quien al contrario que él, mantuvo un profundo respeto por la ley y las instituciones republicanas. Sin embargo, fue también durante sus gobiernos que se consolidó la administración pública estatal, entraron en vigor las primeras leyes y se levantó la primera carta geográfica de Chihuahua.
Durante esta administración, José Antonio Arce se separó del cargo del 28 de junio al 20 de agosto de 1830 por enfermedad, siendo suplido por José Andrés Luján del Castillo. Entregó la gubernatura el 21 de agosto del mismo año a su sucesor constitucionalmente electo, José Isidro Madero.

### Vida posterior
Al dejar la gubernatura, permaneció retirado de la actividad pública por dos años, hasta que en 1832 fue elegido diputado al Congreso del Estado. A fines de ese año fue designado Senador por el estado y en consecuencia se trasladó a la Ciudad de México, donde volvió a recibir el cargo de Senador en 1834 y en 1836 el de diputado. Como tal, fue el único representante chihuahuense en el congreso que promulgó aquel año la nueva constitución denominada como las Siete Leyes; que eliminaba el régimen federal e instituía el centralismo.
Tras este hecho, desaparece cualquier registro biográfico de él, desconociendose su lugar y fecha de fallecimiento.